# قطب‌الدین شریف لاهیجی
محمد بن علی بن عبدالوهاب شریف دیلمی اشکوری لاهیجی معروف به قطب الدین شریف لاهیجی یا قطب‌الدین اشکوری(مرگ پیرامون ۱۰۸۸ تا ۱۰۹۵ هجری) از علمای امامیه سدهٔ یازدهم هجری و از ریاضیدانان دوره اسلامی به‌شمار می‌رود. وی در خدمت محقق داماد و برخی از استادان بزرگ آن دوران تلمذ کرد و آثار ارزشمندی از خود برجای گذاشت. از وی چند اثر قرآنی، اخلاقی و عرفانی باقی مانده است. وی دارای لقب‌های شیخ‌الاسلام، بهاءالدین و نیز قطب‌الدین بود.
مقبرهٔ او در لاهیجان قرار داشت که در سال ۱۳۸۷ برای ساخت میدان انقلاب تخریب شد.

## نسب
نیای بزرگ او پیله‌فقیه از فقیهان نامی اشکور بود که به لاهیجان کوچید. نیای مادری او نیز محمد یمنی از پیشوایان دینی در عثمانی بود که به ایران کوچیده و مورد رسیدگی شاه تهماسب یکم قرار داشت. نوهٔ این محمد یمنی -فاطمه- با عبدالوهاب پسر پیله‌فقیه پیمان زناشویی می‌بندند و میوهٔ این پیوند شیخ علی می‌گردد. شیخ علی به منصب شیخ‌الاسلامی دست می‌یابد و با دخت یکی از متولیان امامزاده‌ای در لاهیجان ازدواج می‌کند. فرزند آنها همین قطب‌الدین اشکوری بود.
شیخ علی که می‌میرد نخست منصب شیخ‌الاسلامی پسرش بزرگش شیخ جلال جایگاه پدر را به ارث می‌برد، ولی این شیخ جلال هم پس از آن سه سال بیشتر نمی‌زید، پس شیخ‌الاسلامی به برادرش محمد می‌رسد.
قطب‌الداین اشکوری پسری داشته به نام شیخ جعفر که چون پدر از دانش‌های زمان بهره‌ای برده بود و خطی خوش داشت. بخش پایانی کتاب پدر، محبوب‌القلوب؛ و نیز فهرست درج‌شده در آن به خط و انشای اوست.

## زندگی
از زندگی قطب‌الدین اشکوری آگاهی چندانی در دست نیست. او همدوره با محدث کاشانی، مجلسی و حر عاملی بوده است. استاد نخستینش پدرش بود. همچنین میرداماد از استادان او بوده است. فریده قطبی، مادر فرح پهلوی، آخرین شهبانوی ایران و دایی او رضا قطبی از نوادگان قطب الدین لاهیجی هستند.

## آثار
- گوهر مراد (کتاب)[۱]
- شوارق الالهام.[۱]
- شرح صحیفه لاهیجی در کتابخانه آیة الله مرعشی تحت شمارة ۴۸۲۹ مضبوط است[۴][پیوند مرده]
- خیرالرجال؛ اثری‌است به عربی فارسی‌آمیخته در احوال راویان کتاب من لایحضره‌الفقیه
- شرح‌الصحیفةالسجادیة؛ به زبان فارسی
- ثمرةالفؤاد؛ به زبان عرب‌است و دربارهٔ فقه
- شرح بیتی از مثنوی
- الخطرات‌القلبیة یا اعمال‌القلب؛ این کتاب که به زبان عربی‌است می‌خواهد این نکته را تبیین سازد که انسان برای آنچه در قلبش هم می‌گذرد بازخواست خواهد شد.
- فانوس‌الخیال فی ارادة عالم‌المثال یا الرسالةالمثالیة؛ کتابی‌است به زبان عربی فارسی‌آمیخته، دربارهٔ صورت‌های نمادین‌است با استناد به سخنان امامان شیعه و دیدگاه‌های حکمت اشراق و صوفیان و عارفان
- محبوب‌القلوب؛ این اثر که به زبان عربی‌است در نمایاندن یکتاپرستی زرتشت و تبیین دیدگاه‌های مزدیسناست و دیدگاه این آیین دربارهٔ خیر و شر
- لطائف‌الحساب؛ اثری‌است دربارهٔ ریاضیات